# Anthimus
Anthimos oder Anthimus (griechisch Άνθιμος; * um 450; † um 530) war ein zwischen 481 und 511 nachweisbarer griechischer bzw. oströmischer Arzt, der sich zeitweise im Gefolge von Theoderich Strabo und später von Theoderich dem Großen befand. Zuvor war er wohl wegen Hochverrats aus Konstantinopel ausgewiesen worden, nachdem er die Goten über die Entwicklungen in Konstantinopel brieflich aufzuklären versucht hatte, was aber misslungen war, da der Brief abgefangen wurde. Darauf deutet eine Notiz des zeitgenössischen Historikers Malchus von Philadelphia hin.
Von Anthimus ist ein an den von 511 bis 533 in Metz regierenden König der Franken Theuderich I. gerichteter lateinischer Brief über gesunde Ernährung (De observatione ciborum) erhalten. Kulturgeschichtlich bemerkenswert ist der nahrungsdiätetische, um 515 fertiggestellte Text vor allem deshalb, weil in diesem Fall ein gebildeter Römer versuchte, spätantike Esskultur mit dem Geschmack der neuen „barbarischen“ Herrscher im Westen des alten Imperiums zu vereinen. Denn obwohl sich Anthimus an vorhandenen römischen Rezepten orientierte, wandelte er diese teils um. So widmete er sich dem Gebrauch von Speck, den er als fränkische Spezialität bezeichnete (delicias Francorum), und lehnte die Verwendung römischer Fischsauce (garum, eigentlich ein fester Bestandteil der antiken römischen Küche) ab.
Der Text wurde um 788 ins Lorscher Arzneibuch aufgenommen.

## Ausgaben
- Eduard Liechtenhan (Hrsg.): Anthimi De observatione ciborum ad Theodoricum regem Francorum epistula. Teubner, Leipzig/Berlin 1928 (= Corpus medicorum Latinorum. Band 8, 1). 2., um eine deutsche Übersetzung erweiterte Auflage: Akademie-Verlag, Berlin 1963 Volltext.
- Paula Paolucci (Hrsg.): Anthimi epistulae de observatione ciborum ad Theodoricum regem Francorum Concordantiae. Olms, Hildesheim 2003, ISBN 3-487-11833-5.